# Anna Rybicka
Anna Maria Rybicka (* 28. März 1977 in Gdynia) ist eine ehemalige polnische Florettfechterin.

## Erfolge
Anna Rybicka erzielte die meisten internationalen Erfolge im Mannschaftswettbewerb. Sie wurde 2003 in Havanna mit der Mannschaft Weltmeister und gewann darüber hinaus zwischen 1998 und 2010 jeweils zwei Silber- und zwei Bronzemedaillen bei Weltmeisterschaften. Zudem wurde sie 2002 in Moskau und 2003 in Bourges mit ihr Europameister. Im Einzel gewann sie 1997 in Danzig, 2004 in Kopenhagen und 2006 in Izmir jeweils die Bronzemedaille. Rybicka nahm an zwei Olympischen Spielen teil: 1996 belegte sie in Atlanta den 22. Rang im Einzel und den achten Rang mit der Mannschaft. Bei den Olympischen Spielen 2000 in Sydney zog sie in der Mannschaftskonkurrenz nach Siegen über China und Deutschland ins Finale um den Olympiasieg ein, das gegen Italien mit 36:45 verloren wurde. Gemeinsam mit Sylwia Gruchała, Barbara Wolnicka-Szewczyk und Magdalena Mroczkiewicz erhielt sie somit die Silbermedaille. Das Einzel beendete sie erneut auf dem 22. Platz.